# Пашков, Афанасий Филиппович
Афана́сий Фили́ппович Пашко́в  (ум. в 1664 году) — воевода из рода Пашковых, первый глава Нерчинского воеводства, один из главных антагонистов в «Житии» протопопа Аввакума.

## Биография
Был сыном воеводы и окольничего Истомы Пашкова. В 1618 году принимал участие в обороне Москвы от польского короля Владислава IV.
С 1644 по 1646 год был воеводой в Кеврольском и Мезенском уездах.
В 1645 году близ селения Верколы воеводой Афанасием Пашковым в благодарность за исцеление тяжелобольного сына был основан приходской храм во имя святого Артемия.
В 1648 году — объезжий голова в Москве, в районе от Пятницкой по Голутвенную улицу.
С 1650 года — воевода в Енисейске. По его приказу в 1654 году был построен Балаганский острог. Указом от 20 июня 1654 года был назначен первым воеводой в Нерчинск «на Амур-реку в Китайской и Даурской землях».
Афанасий Пашков отличался жестокостью в обращении с подчиненными (см. Иргенские мученики), впрочем, обычной у сибирских администраторов, и по отношению к духовенству. Нёс надзор за опальным протопопом Аввакумом во время его первой ссылки.
В 1659 году был сменён на воеводском посту, после чего постригся в монахи. Его жена Фёкла постриглась с именем Феофания, в 1673—1685 годах была игуменьей Вознесенского монастыря в московском Кремле.
Правнуком Афанасия и Фёклы Пашковых был Егор Иванович Пашков, приближённый Петра I.

## Память
В честь Афанасия Пашкова названо село Пашково (ныне в Еврейской автономной области).